# Touch Your Toes
Singles de Armand Van Helden featuring Fat Joe & BL
Sugar
(2006) NYC Beat
(2007)
Pistes de Ghettoblaster
Go Crazy! I Want Your Soul
Touch Your Toes est une chanson du DJ et compositeur américain de musique house Armand Van Helden sortie le 21 avril 2007. 1er single extrait de l'album Gettoblaster, on retrouve la collaboration de Fat Joe and BL. La chanson a été écrite par Armand Van Helden, Joseph Cartagena, Bryan LaMontagne et produite par Armand Van Helden. Le single se classe dans le top 10 en Finlande.

## Liste des pistes
Australie CD Single
1. Touch Your Toes (Clean Radio Edit) - 3:07
2. Touch Your Toes (Dirty Radio Edit) - 3:13
3. Touch Your Toes (Original 12") - 5:36
4. Touch Your Toes (Lost Daze 12") - 6:45
5. Touch Your Toes (Stretch Armstrong 12") - 5:51
6. Touch Your Toes (Serge Santiago 12") - 6:47
7. Touch Your Toes (Audio Booty's 12") - 7:45

## Historique de sortie
| Classement (2007)                  | Meilleure position |
| ---------------------------------- | ------------------ |
| Royaume-Uni Singles Chart          | 145                |
| Australie Singles Chart            | 93                 |
| Suède (Sverigetopplistan)          | 38                 |
| Finlande (Suomen virallinen lista) | 6                  |